# Кадай II
Кадай (Каде) II Алуну (Афуну, Афно) (*д/н — 1389) — 3-й маї Борну в 1388—1389 роках.

## Життєпис
Походив з династії Сейфуа. Син маї Ідріса I. Матір'ю, можливо, була представниця правлячого роду одного з міст-держав хауса. Звідси його прізвисько — Алуну (Афуну), що в Канем-Борну позначало народ хауса.
Про молоді роки обмаль відомостей. Можливо, разом з братами Османом і Омаром у 1369—1371 роках боровся проти стрийка Дауда I.
В подальшому в умовах численних претендентів та війн за трон зумів зберегти свої загони. 1387 року після загибелі брата Омара I виступив проти узурпатора Саїда I, якого 1388 року повалив.
Разом з тим стикнувся з тривалою боротьбою з білала, що посилили напади на Борну. Загинув у битві в місцині Ґазуру. Йому спадкував брат Бірі III.